# Lindsay Anderson
Lindsay Gordon Anderson (Bangalore, 17 de abril de 1923 - Angoulême, 30 de agosto de 1994) foi um cineasta britânico, nascido na Índia, um dos líderes do British New Wave, um movimento de cinema de vanguarda acontecido na Inglaterra no começo da década de 1960, equivalente à Nouvelle Vague francesa.
Seu trabalho mais conhecido internacionalmente, entre outros, é o filme Se...., que lançou ao estrelato o ator Malcolm McDowell e conquistou o Grand Prix do Festival de Cinema de Cannes em 1969.
Nascido na Índia e educado na Inglaterra, Anderson serviu como criptógrafo da inteligência britânica durante o último ano da Segunda Guerra Mundial, em Nova Deli. Antes de começar carreira como diretor de longa-metragens, ele trabalhou como crítico de cinema e documentarista. Antes e durante sua carreira no cinema, também atuou como diretor teatral em inúmeras montagens nos palcos londrinos.
Apesar de uma filmografia relativamente curta, de apenas sete filmes em 24 anos de carreira, ele é considerado pela crítica como uma dos mais importantes e influentes cineastas britânicos de todos os tempos, ao lado de nomes como David Lean e Tony Richardson. Sua obra-prima, Se..., que trata de uma rebelião estudantil armada, contra o sistema opressor de ensino nas escolas públicas britânicas dos anos 1950 e 1960, foi considerado em 2004 como o 16º maior filme britânico da história.

## Filmografia
| ANO  | TÍTULO ORIGINAL      | TÍTULO BRASIL        | TÍTULO PORTUGAL      |
| ---- | -------------------- | -------------------- | -------------------- |
| 1987 | THE WHALES OF AUGUST | AS BALEIAS DE AGOSTO |                      |
| 1982 | BRITTANIA HOSPITAL   | HOSPITAL DOS MALUCOS |                      |
| 1975 | IN CELEBRATION       |                      |                      |
| 1973 | O LUCKY MAN!         | UM HOMEM DE SORTE    |                      |
| 1969 | IF....               | SE....               |                      |
| 1967 | THE WHITE BUS        |                      |                      |
| 1963 | THIS SPORTING LIFE   |                      | JOGADOR PROFISSIONAL |